# District de Hazu
Le district de Hazu (幡豆郡, Hazu-gun) était un district de la préfecture d'Aichi au Japon. Lors du recensement de 2000, sa population était de 58 983 habitants (réestimée depuis à 58 785 en août 2010) pour une superficie de 84 km2.
Le 1er avril 2011, les bourgs de Hazu, Isshiki et Kira furent intégrés à la ville de Nishio. Le district de Hazu fut alors dissout.

## Anciennes communes du district
- Hazu
- Isshiki
- Kira